# ACM Doctoral Dissertation Award
O ACM Doctoral Dissertation Award é um prêmio concedido anualmente pela Association for Computing Machinery (ACM) para os autores das melhores teses de doutorado em ciência da computação e engenharia de computação. Consite em um valor monetário de US$ 20.000 e publicação da tese na ACM Digital Library. Menções honorárias recebem US$ 10.000. O suporte financeiro é fornecido pelo Google. O número de teses reconhecidas varia de ano para ano.

## Recipientes
| Ano  | Recipiente              |
| ---- | ----------------------- |
| 1978 | Joseph Urban            |
| 1978 | Roderic G. Cattell      |
| 1980 | Jacob Slonim            |
| 1980 | Lawrence Edwin Larson   |
| 1980 | Ruth E. Davis           |
| 1980 | Douglas Cook            |
| 1982 | Charles Eric Leiserson  |
| 1983 | Thomas W. Reps          |
| 1983 | Steven Johnson          |
| 1983 | Ellen Hildreth          |
| 1984 | James Korein            |
| 1984 | Manolis G.H. Katevenis  |
| 1984 | Henry Baird             |
| 1984 | Carl Eric Bach          |
| 1985 | William Daniel Hillis   |
| 1985 | John R. Ellis           |
| 1985 | Ben-Zion Chor           |
| 1986 | David Ungar             |
| 1986 | Johan Håstad            |
| 1986 | Ketan Mulmuley          |
| 1986 | Carl Ebeling            |
| 1987 | Leslie Greengard        |
| 1987 | John Canny              |
| 1987 | Marc H. Brown           |
| 1988 | Mauricio Karchmer       |
| 1988 | David L. Dill           |
| 1988 | Anne Condon             |
| 1989 | V. K. Saraswat          |
| 1989 | Joe Killian             |
| 1989 | Michael J. Kearns       |
| 1990 | Noam Nisan              |
| 1990 | David Heckerman         |
| 1990 | Hector Geffner          |
| 1991 | Robert Shapire          |
| 1991 | Carsten Lund            |
| 1991 | Garth Gibson            |
| 1991 | Asit Dan                |
| 1992 | Mendel Rosenblum        |
| 1992 | Kenneth McMillan        |
| 1993 | Madhu Sudan             |
| 1993 | Pandu Nayak             |
| 1993 | James J. Kistler        |
| 1994 | T.V. Raman              |
| 1994 | David Karger            |
| 1995 | Daniel Spielman         |
| 1995 | Sanjeev Arora           |
| 1996 | Carl Waldspurger        |
| 1996 | Xiaoyuan Tu             |
| 1997 | Steven R. McCanne       |
| 1998 | Hari Balakrishnan       |
| 1999 | Dieter van Melkebeek    |
| 2000 | Salil Vadhan            |
| 2000 | Michael D. Ernst        |
| 2000 | William Chan            |
| 2001 | David Wagner            |
| 2001 | Ion Stoica              |
| 2001 | Robert O'Callahan       |
| 2002 | Tim Roughgarden         |
| 2002 | Robert C. Miller        |
| 2002 | Venkatesan Guruswami    |
| 2003 | Subhash Khot            |
| 2003 | Dina Katabi             |
| 2003 | AnHai Doan              |
| 2004 | Emmett Witchel          |
| 2004 | Ramesh Johari           |
| 2004 | Boaz Barak              |
| 2005 | Ben Liblet              |
| 2005 | Olivier Doussee         |
| 2006 | Ren Ng                  |
| 2006 | Aseem Agarwala          |
| 2007 | Sergey Yekhanin         |
| 2007 | Yan Liu                 |
| 2007 | Vincent Conitzer        |
| 2007 | Benny Applebaum         |
| 2008 | Sachin Katti            |
| 2008 | Derek Hoiem             |
| 2008 | Constantinos Daskalakis |
| 2009 | Keith Noah Snavely      |
| 2009 | Andre Platzer           |
| 2009 | Haryadi S Gunawi        |
| 2009 | Craig Gentry            |
| 2010 | Benjamin Snyder         |
| 2010 | Bryan Parno             |
| 2011 | David Steurer           |
| 2011 | Aleksander Mądry        |
| 2011 | Seth Cooper             |
| 2012 | Gregory Valiant         |
| 2012 | Peter Hawkins           |
| 2012 | Shyamnath Gollakota     |
| 2013 | Shayan Oveis Gharan     |
| 2013 | Sanjam Garg             |
| 2013 | Grey Ballard            |
| 2014 | Matei Zaharia           |
| 2014 | John C. Duchi           |
| 2014 | John Criswell           |
| 2015 | Aaron Sidford           |
| 2015 | Julian Shun             |
| 2015 | Siavash Mirarab         |
| 2016 | Veselin Raychev         |
| 2016 | Haitham Hassanieh       |
| 2016 | Peter Bailis            |
| 2017 | Aviad Rubinstein        |
| 2017 | Mohsen Ghaffari         |
| 2017 | Stephanie Mueller       |
| 2018 | Tengyu Ma               |
| 2018 | Chelsea Finn            |
| 2018 | Ryan Beckett            |